# Passalozetes stellifer
Passalozetes stellifer är en kvalsterart som beskrevs av Pérez-Íñigo och Peña 1997. Passalozetes stellifer ingår i släktet Passalozetes och familjen Passalozetidae. Inga underarter finns listade i Catalogue of Life.